# سطح التآكل

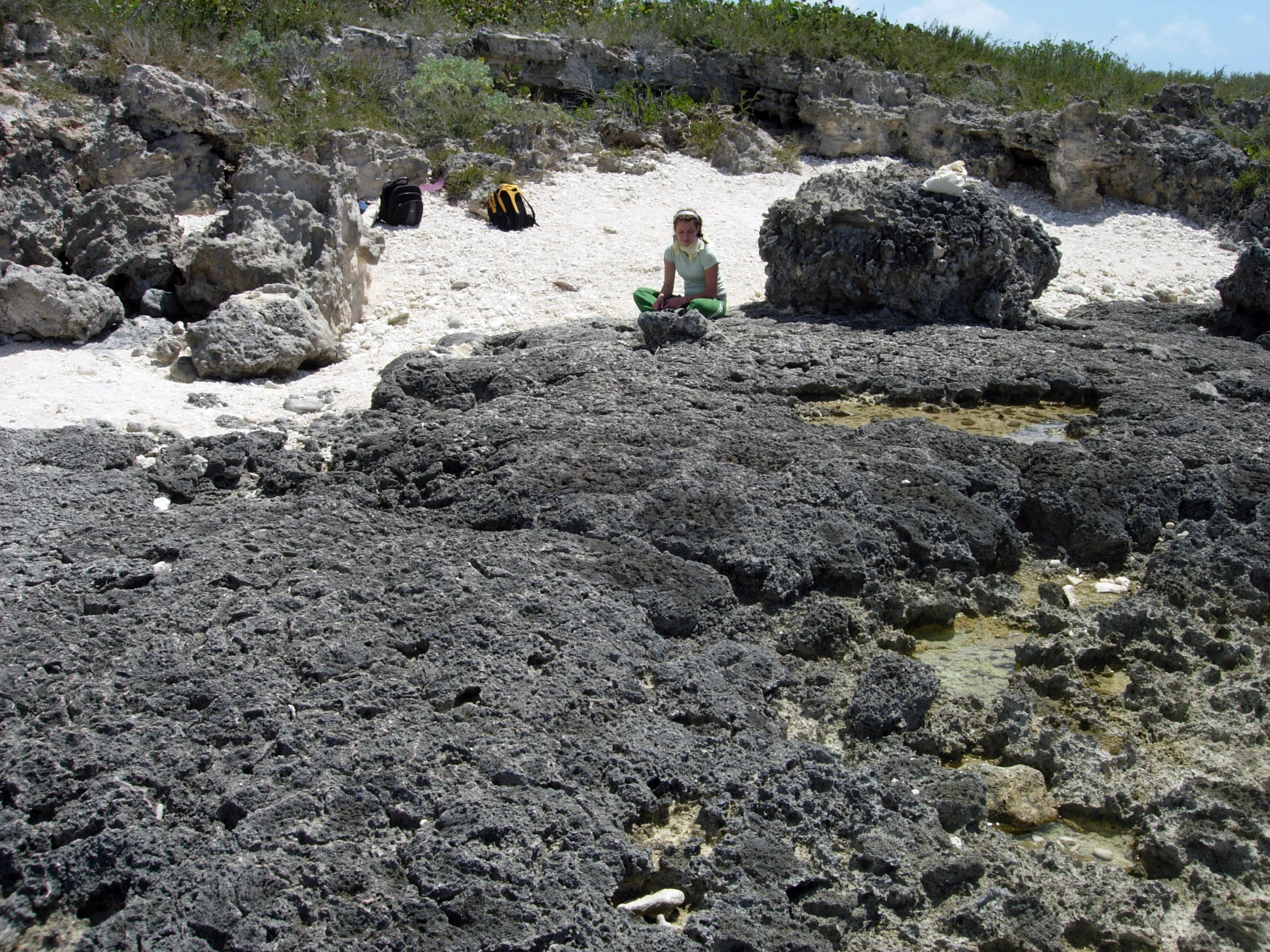

سطح التآكل أو سطح التحات (بالإنجليزية: Erosion surface)‏، في الجيولوجيا ومورفولوجيا الأرض؛ هو سطح مستوٍ نسبياً أنتجته عوامل التآكل والتعرية، ويمثل جزءً كبيراً من سهول أفريقيا مثلا.